# 総理府
総理府（そうりふ）とは、内閣総理大臣自らが分担管理する事務、及び各行政機関の総合調整にかかる事務を所掌した日本の行政機関である。
明治憲法下における内閣所属部局を基礎として過渡期における総理庁を経て、1949年（昭和24年）に新設され、2001年（平成13年）に中央省庁再編により内閣府に統合された。

## 沿革
- 1947年（昭和22年）5月3日 - 日本国憲法の施行に伴い、既存の内閣所属部局を総理庁に統合。
総理庁官制（昭和22年政令第3号）には「この政令施行の際現に内閣官房並びに恩給局及び統計局において掌る事務（閣議事項の整理その他内閣の庶務を除く。）を掌る」（第1条）と規定され、内部部局として総理庁官房・恩給局・統計局が設けられ、また政府は内閣所管の戦災復興院、戦災復興院特別建設局、経済安定本部、物価庁、新聞出版用紙割当事務局、統計委員会、公職適否審査委員会（公職追放の審査を担当）を総理庁に組み込み、最上級官職名「内閣事務官」を「総理庁事務官」と改めた。

- 1948年（昭和23年）2月26日 - バラックだった庁舎が全焼。
- 1949年（昭和24年）6月1日 - 国家行政組織法および総理府設置法[1]の施行に伴い、総理庁を廃止して、総理府が発足。
内部部局は当初、内閣総理大臣官房・恩給局・統計局・新聞出版用紙割当局からなった。特に大臣官房は、規定された事務のほか、「内閣法（昭和22年法律第5号）第12条に定める内閣官房の所掌に属する事務をつかさどる」（総理府設置法第6条第2項）とされた。
総理府の長は内閣総理大臣であり、内閣法にいう主任の大臣であるが、実際に所管事項の事務を監督するのは内閣官房長官およびそれを補佐する内閣官房副長官とされた。
- 1950年（昭和25年）8月10日 - 警察予備隊令を公布。総理府の機関として、警察予備隊が置かれる。
- 1956年（昭和31年）1月1日 - 原子力局を設置（同年5月、科学技術庁発足により移管）。
- 1957年（昭和32年）8月1日 - 内閣総理大臣官房で処理してきた内閣官房の事務を、内閣官房に専任の職員を置いて担当させることとし、総理府と内閣官房の事務分離を実施。
これに伴い、総理府に総理府総務長官および総理府総務副長官を新設し、内閣官房長官および内閣官房副長官は総理府の担当から外れた。総理府総務長官には国務大臣をもって充てることができるとはされたが、実際そのような任用はなされなかった。
総理府総務長官は閣議の陪席者とし、総理府総務副長官は事務次官会議の構成員とされた。これにより事務次官会議は「事務次官等会議」と改称された。
- 1958年（昭和33年）5月15日 - 沖縄・北方問題等を所管する特別地域連絡局を設置（1970年5月、沖縄・北方対策庁に移行）。
- 1963年（昭和38年）6月11日 - 総理府総務長官は内閣官房長官とともに新たに認証官として処遇。
- 1964年（昭和39年）7月1日 - 生存者叙勲再開に伴い、内閣総理大臣官房賞勲部を格上げ、賞勲局とする。
- 1965年（昭和40年）5月19日 - ILO87号条約批准により、内閣総理大臣は人事院とともに国家公務員法に基づく中央人事行政機関となる。これに伴い、使用者側労務管理を担当する人事局を新設。
人事院から国家公務員の能率・厚生・服務に関する事務、大蔵省から退職手当に関する事務などの移管を受け、あわせて各省人事管理の総合調整をも所管する。
これに伴い、総理府総務長官には国務大臣をもって充てることを法定し、また新たに政務担当の総理府総務副長官を増員した。これにより、総理府総務長官は閣議の陪席者から構成員となり、総理府総務副長官（政務）は閣議の陪席者となるとともに政務次官会議の構成員となった。
- 1966年（昭和41年）4月1日 - 青少年行政の調整に当たる青少年局を設置（1968年6月、佐藤栄作首相の打ち出した各省庁一律一局削減の対象となり、青少年対策本部に移行）。
- 1982年（昭和57年）7月30日 - 第二次臨時行政調査会（第2次臨調）は総合管理庁（仮称）の設置構想を提言。
総理府人事局を行政管理庁に移管し、行政機関の人事・組織・定員管理を一元化する構想。
- 1983年（昭和58年）7月15日 - 自由民主党行財政調査会の橋本龍太郎会長が総務庁設置を内容とする「橋本試案」を政府に提示。
総理府人事局のほか恩給局も広義の人事担当部局として移管の対象とし、賞勲局は内閣に移管、総理府は統計局を主体とする。
- 1983年（昭和58年）9月2日 - 総務庁設置を閣議了解。
臨調提言や橋本案と異なり、人事局・恩給局だけでなく、統計局・青少年対策本部・北方対策本部など大半の機能を新設庁に合流させる内容。新設庁での総理府出身者の発言力低下を不安視した総理府サイドが巻き返し、大部隊の統計局なども移管の対象に含めた。
- 1984年（昭和59年）7月1日 - 総務庁発足。総理府の主要部局を外局化した結果、総理府本府は大臣官房と賞勲局のみにスリム化。
これにより、総理府総務長官および総理府総務副長官を廃止、総理府本府その他の機関（大臣庁は除く）の所管事項の事務は、内閣官房長官および内閣官房副長官の監督に戻される。また所管事項を統括する職として、総理府次長（事務次官級）が新設される。
- 1999年（平成11年）9月20日 - 中央省庁再編への移行期において、総理府に総理府政務次官を設置。
- 2000年（平成12年）4月1日 - 中央省庁再編に先駆けて原子力安全委員会の事務局機能が科学技術庁から分離され移管。
- 2001年（平成13年）1月6日 - 中央省庁再編に伴い総理府は内閣府に改組。

## 特色
総理府本府（外局を除いたものをいう。）は、総理府の各種機能のうち、総理直轄機能と総合調整機能を有し、内閣総理大臣直属の機関として、事務の性格上総理自らが直轄すべき国の基本に係る事務、その時々の政治判断等により総理自らが直轄すべきと判断した事務を所掌するなど総理直轄機能の中心的役割を担うとともに、内閣官房と一体となって総合調整機能を発揮する点に、他の省等と比べ特徴を有していた。
総理直轄機能としては、
1. 事務の性格上総理自らが直轄すべき国の基本に係る事務（元号、栄典）
2. その時々の政治判断等により総理自らが直轄すべきと判断した事務（行政改革会議、国際平和協力本部、阪神・淡路復興対策本部）
3. 総理が分担管理上の最終責任を負うものとして所掌することとした事務（特定の戦後処理）

等がある。
総合調整機能としては、例として男女共同参画社会の形成の促進、公益法人行政の推進等がある。
中央省庁再編が行われるまで、総理府本府は沖縄開発庁・総務庁と一体的な人事を行なってきた。いずれも総理府の内部部局から派生した外局であることに由来している。
総理府の生え抜き官僚は、坂東眞理子のように「総理府入府」と記す例と、「総理府採用」と記す例があった。
全国職域学生かるた大会では1963年から1971年の大会初期にかけて統計局のチームが活躍していた。

## 内閣官房との関係
総理府の前身たる総理庁は、それまで内閣に直属していた統計局や恩給局を所管するために設けられた。これは日本国憲法が個別の行政事務について、内閣の統轄の下に主任の大臣が分担管理することを前提としている（72・74条）と考えられるためである。つまり内閣総理大臣を主任の大臣とする行政機関が、各省と並列して設置されたことになる。
内閣総理大臣を補佐する機関としては、閣僚を含む内閣自体の補助機関たる内閣官房がある。総理府本府とは法令上も性質上も異なる組織であったが、ともに内閣総理大臣を主任の大臣とし、その管轄下であったことから、両機関は密接な関係にあった。実際、ほぼ同一の所掌事項に関する課・室を両機関に設置し、当該官を併任（例：内閣官房内閣内政審議室長が、内閣総理大臣官房内政審議室長を兼務）することで、内閣総理大臣の補佐と各省庁間の総合調整を一体的に処理できた。
中央省庁再編時、内閣総理大臣のリーダーシップ強化も兼ねて、内閣官房と総理府の統合が模索された。これについて総理府側は、「内閣の組織である内閣の補助部局と、行政事務を分担管理する『府及び省』の一つである総理直属の機関は、本来別のもの」「両者を一体化した『内閣府』を設ける場合は、これを内閣の補助部局としてとらえると、総理府で行われている個別行政事務のようなものまで内閣の所掌とすることとなり、憲法の予想するところではないのではないか」と疑義を呈した。しかし結局、内閣官房との本格統合はならず、総理府は国家行政組織法の枠外で内閣補助事務を所管する内閣府に移行した。

## 歴代総理府総務長官
概要
総理府は､「内閣の下に行政事務をつかさどる機関」として各省と並置されている行政機関であるため、内閣そのものの補助部局とされる内閣官房とは組織上の位置づけが明確に異なる。総理府の職員が内閣官房の事務を兼務処理していたことなどから、内閣総理大臣官房が内閣官房の事務を行っていた体制を改め、内閣官房を独立させ、更に次官級の職を総理府に設けることが行財政改革として掲げられていた。そのため総理府の事務をマネジメントする職として総務長官が置かれた。1963年6月11日から総務長官は認証官となり、1965年5月19日には国務大臣となった。
一覧
| 代                         | 氏名         | 内閣              | 内閣              | 在任期間                        | 兼務等                                                                        |
| 総理府総務長官             |              |                   |                   |                                 |                                                                               |
| 1                          | 今松治郎     | 第1次岸内閣       | 改造              | 1957年8月1日 - 1958年6月12日    |                                                                               |
| 2                          | 松野頼三     | 第2次岸内閣       | 第2次岸内閣       | 1958年6月12日 - 1959年6月18日   |                                                                               |
| 3                          | 福田篤泰     |                   | 改造              | 1959年6月18日 - 1960年7月19日   |                                                                               |
| 4                          | 藤枝泉介     | 第1次池田内閣     | 第1次池田内閣     | 1960年7月19日 - 1960年12月8日   |                                                                               |
| 5                          | 藤枝泉介     | 第2次池田内閣     | 第2次池田内閣     | 1960年12月8日 - 1961年7月18日   |                                                                               |
| 6                          | 小平久雄     |                   | 第1次改造         | 1961年7月18日 - 1962年7月18日   |                                                                               |
| 7                          | 徳安実蔵     |                   | 第2次改造         | 1962年7月18日 - 1963年6月11日   |                                                                               |
| 総理府総務長官（認証官）   |              |                   |                   |                                 |                                                                               |
| 7                          | 徳安実蔵     | 第2次池田内閣     | 第2次改造         | 1963年6月11日 - 1963年7月18日   |                                                                               |
| 8                          | 野田武夫     | 第2次池田内閣     | 第3次改造         | 1963年7月18日 - 1963年12月9日   |                                                                               |
| 9                          | 野田武夫     | 第3次池田内閣     | 第3次池田内閣     | 1963年12月9日 - 1964年7月18日   |                                                                               |
| 10                         | 臼井荘一     |                   | 改造              | 1964年7月18日 - 1964年11月9日   |                                                                               |
| 11                         | 臼井荘一     | 第1次佐藤内閣     | 第1次佐藤内閣     | 1964年11月9日 - 1965年5月18日   |                                                                               |
| 総理府総務長官（国務大臣） |              |                   |                   |                                 |                                                                               |
| 11                         | 臼井莊一     | 第1次佐藤内閣     | 第1次佐藤内閣     | 1965年5月19日 - 1965年6月3日    |                                                                               |
| 12                         | 安井謙       |                   | 第1改造           | 1965年6月3日 - 1966年8月1日     |                                                                               |
| 13                         | 森清         |                   | 第2改造           | 1966年8月1日 - 1966年12月3日    |                                                                               |
| 14                         | 塚原俊郎     |                   | 第3改造           | 1966年12月3日 - 1967年2月17日   |                                                                               |
| 15                         | 塚原俊郎     | 第2次佐藤内閣     | 第2次佐藤内閣     | 1967年2月17日 - 1967年11月25日  |                                                                               |
| 16                         | 田中龍夫     |                   | 第1改造           | 1967年11月25日 - 1968年11月30日 |                                                                               |
| 17                         | 床次徳二     |                   | 第2改造           | 1968年11月30日 - 1970年1月14日  |                                                                               |
| 18                         | 山中貞則     | 第3次佐藤内閣     | 第3次佐藤内閣     | 1970年1月14日 - 1972年7月7日    | 環境庁長官（1971年7月1日から同月5日まで） 沖縄開発庁長官（1972年5月15日以降） |
| 18                         | 山中貞則     | 改造              |                   | 1970年1月14日 - 1972年7月7日    | 環境庁長官（1971年7月1日から同月5日まで） 沖縄開発庁長官（1972年5月15日以降） |
| 19                         | 本名武       | 第1次田中角榮内閣 | 第1次田中角榮内閣 | 1972年7月7日 - 1972年12月22日   | 沖縄開発庁長官                                                                |
| 20                         | 坪川信三     | 第2次田中角榮内閣 | 第2次田中角榮内閣 | 1972年12月22日 - 1973年11月25日 | 沖縄開発庁長官                                                                |
| 21                         | 小坂徳三郎   |                   | 第1次改造         | 1973年11月25日 - 1974年12月9日  | 沖縄開発庁長官                                                                |
| 21                         | 小坂徳三郎   | 第2次改造         |                   | 1973年11月25日 - 1974年12月9日  | 沖縄開発庁長官                                                                |
| 22                         | 植木光教     | 三木内閣          | 三木内閣          | 1974年12月9日 - 1976年9月15日   | 沖縄開発庁長官                                                                |
| 23                         | 西村尚治     |                   | 改造              | 1976年9月15日 - 1976年12月24日  | 沖縄開発庁長官                                                                |
| 24                         | 藤田正明     | 福田赳夫内閣      | 福田赳夫内閣      | 1976年12月24日 - 1977年11月28日 | 沖縄開発庁長官                                                                |
| 25                         | 稲村佐近四郎 |                   | 改造              | 1977年11月28日 - 1978年12月7日  | 沖縄開発庁長官                                                                |
| 26                         | 三原朝雄     | 第1次大平内閣     | 第1次大平内閣     | 1978年12月7日 - 1979年11月9日   | 沖縄開発庁長官                                                                |
| 27                         | 小渕恵三     | 第2次大平内閣     | 第2次大平内閣     | 1979年11月9日 - 1980年7月17日   | 沖縄開発庁長官                                                                |
| 28                         | 中山太郎     | 鈴木善幸内閣      | 鈴木善幸内閣      | 1980年7月17日 - 1981年11月30日  | 沖縄開発庁長官                                                                |
| 29                         | 田邊圀男     |                   | 改造              | 1981年11月30日 - 1982年11月27日 | 沖縄開発庁長官                                                                |
| 30                         | 丹羽兵助     | 第1次中曽根内閣   | 第1次中曽根内閣   | 1982年11月27日 - 1983年12月27日 | 沖縄開発庁長官                                                                |
| 31                         | 中西一郎     | 第2次中曽根内閣   | 第2次中曽根内閣   | 1983年12月27日 - 1984年6月30日  | 沖縄開発庁長官                                                                |

- 辞令のある再任は個別の代として記載し、辞令のない留任は記載しない。
- 海外出張時等の一時不在による臨時代理は記載しない。
- 新たに認証官とされた時および国務大臣をもって充てることとされた時は、それぞれ同一人が引き続き就任したが、新制度移行の前日をもっていったん本官を免ぜられ移行当日に改めて任命する措置がとられた。

## 歴代総理府総務副長官
政務担当
| 代                           | 氏名                         | 内閣                         | 在任期間                        | 備考                         |
| 総理府総務副長官（政務担当） | 総理府総務副長官（政務担当） | 総理府総務副長官（政務担当） | 総理府総務副長官（政務担当）    | 総理府総務副長官（政務担当） |
| ---------------------------- | ---------------------------- | ---------------------------- | ------------------------------- | ---------------------------- |
| 1                            | 細田吉蔵                     | 第1次佐藤内閣                | 1965年6月3日 - 1966年8月2日     |                              |
| 2                            | 上村千一郎                   | 第1次佐藤内閣                | 1966年8月2日 - 1966年12月3日    |                              |
| 3                            | 上村千一郎                   | 第1次佐藤内閣                | 1966年12月3日 - 1967年2月17日   |                              |
| 4                            | 上村千一郎                   | 第2次佐藤内閣                | 1967年2月17日 - 1967年11月28日  |                              |
| 5                            | 八木徹雄                     | 第2次佐藤内閣                | 1967年11月28日 - 1968年12月3日  |                              |
| 6                            | 鯨岡兵輔                     | 第2次佐藤内閣                | 1968年12月3日 - 1970年1月14日   |                              |
| 7                            | 湊徹郎                       | 第3次佐藤内閣                | 1970年1月20日 - 1971年7月9日    |                              |
| 8                            | 砂田重民                     | 第3次佐藤内閣                | 1971年7月9日 - 1972年7月7日     |                              |
| 9                            | 小宮山重四郎                 | 第1次田中角榮内閣            | 1972年7月7日 - 1972年12月22日   |                              |
| 10                           | 小宮山重四郎                 | 第2次田中角榮内閣            | 1972年12月22日 - 1973年11月25日 |                              |
| 11                           | 小渕恵三                     | 第2次田中角榮内閣            | 1973年11月25日 - 1974年11月15日 |                              |
| 12                           | 高鳥修                       | 第2次田中角榮内閣            | 1974年11月15日 - 1974年12月9日  |                              |
| 13                           | 松本十郎                     | 三木内閣                     | 1974年12月12日 - 1975年12月26日 |                              |
| 14                           | 森喜朗                       | 三木内閣                     | 1975年12月26日 - 1976年9月20日  |                              |
| 15                           | 橋口隆                       | 三木内閣                     | 1976年9月20日 - 1976年12月24日  |                              |
| 16                           | 村田敬次郎                   | 福田赳夫内閣                 | 1976年12月24日 - 1977年11月28日 |                              |
| 17                           | 越智通雄                     | 福田赳夫内閣                 | 1977年11月28日 - 1978年12月7日  |                              |
| 18                           | 住栄作                       | 第1次大平内閣                | 1978年12月8日 - 1979年11月9日   |                              |
| 19                           | 愛野興一郎                   | 第2次大平内閣                | 1979年11月9日 - 1980年7月17日   |                              |
| 20                           | 佐藤信二                     | 鈴木善幸内閣                 | 1980年7月17日 - 1981年11月30日  |                              |
| 21                           | 福島譲二                     | 鈴木善幸内閣                 | 1981年11月30日 - 1982年11月27日 |                              |
| 22                           | 深谷隆司                     | 第1次中曽根内閣              | 1982年11月27日 - 1983年12月27日 |                              |
| 23                           | 堀内光雄                     | 第2次中曽根内閣              | 1983年12月27日 - 1984年7月1日   |                              |

事務担当

## 歴代総理府政務次官
| 代             | 氏名           | 内閣           | 在任期間                     | 備考             |
| 総理府政務次官 | 総理府政務次官 | 総理府政務次官 | 総理府政務次官               | 総理府政務次官   |
| -------------- | -------------- | -------------- | ---------------------------- | ---------------- |
| 1              | 長峯基         | 小渕内閣       | 1999年9月20日 - 2000年4月5日 |                  |
| 2              | 長峯基         | 第1次森内閣    | 2000年4月5日 - 2000年7月4日  |                  |
| 3              | 中原爽         | 第2次森内閣    | 2000年7月4日 - 2000年12月5日 |                  |
| 4              | 坂井隆憲       | 第2次森内閣    | 2000年12月5日 - 2001年1月6日 | 経済企画政務次官 |

## 廃止時（内閣府移行直前）の組織概要

### 幹部
- 内閣総理大臣
- 内閣官房長官
- 内閣官房副長官（1998年7月‐3名体制）
- 総理府政務次官（1999年9月20日新設）
- 総理府次長（1名）

### 内部部局
- （内閣総理）大臣官房
- 賞勲局

### 外局
- 公正取引委員会
- 国家公安委員会（大臣委員会）
  - 警察庁
- 公害等調整委員会
- 金融再生委員会（大臣委員会）
  - 金融庁
- 宮内庁
- 総務庁（大臣庁）
- 北海道開発庁（大臣庁）
- 防衛庁（大臣庁）
  - 防衛施設庁
- 経済企画庁（大臣庁）
- 科学技術庁（大臣庁）
- 環境庁（大臣庁）
- 沖縄開発庁（大臣庁）
- 国土庁（大臣庁）